# Влатко Дробаров
Влатко Дробаров (на македонска литературна норма: Влатко Дробаров) е северномакедонски футболист, който играе на поста централен защитник. Състезател на Черно море.

## Кариера
През септември 2013 г. Дробаров се присъединява към Мурсиелагос в Лига Премиер де Мексико.
На 26 октомври 2020 г. е обявен за ново попълнение на Черно море, състезаващ се в Първа лига. Дебютира на 7 ноември при равенството 0:0 като гост на Ботев (Пловдив).
На 8 март 2023 г. от Черно море обявяват, че футболистът се завръща в отбора след престой в Сараево.

## Успехи
Тетекс
- Купа на Македония (1): 2013

 Бананц
- Купа на Независимостта (1): 2016